# Mid Walls

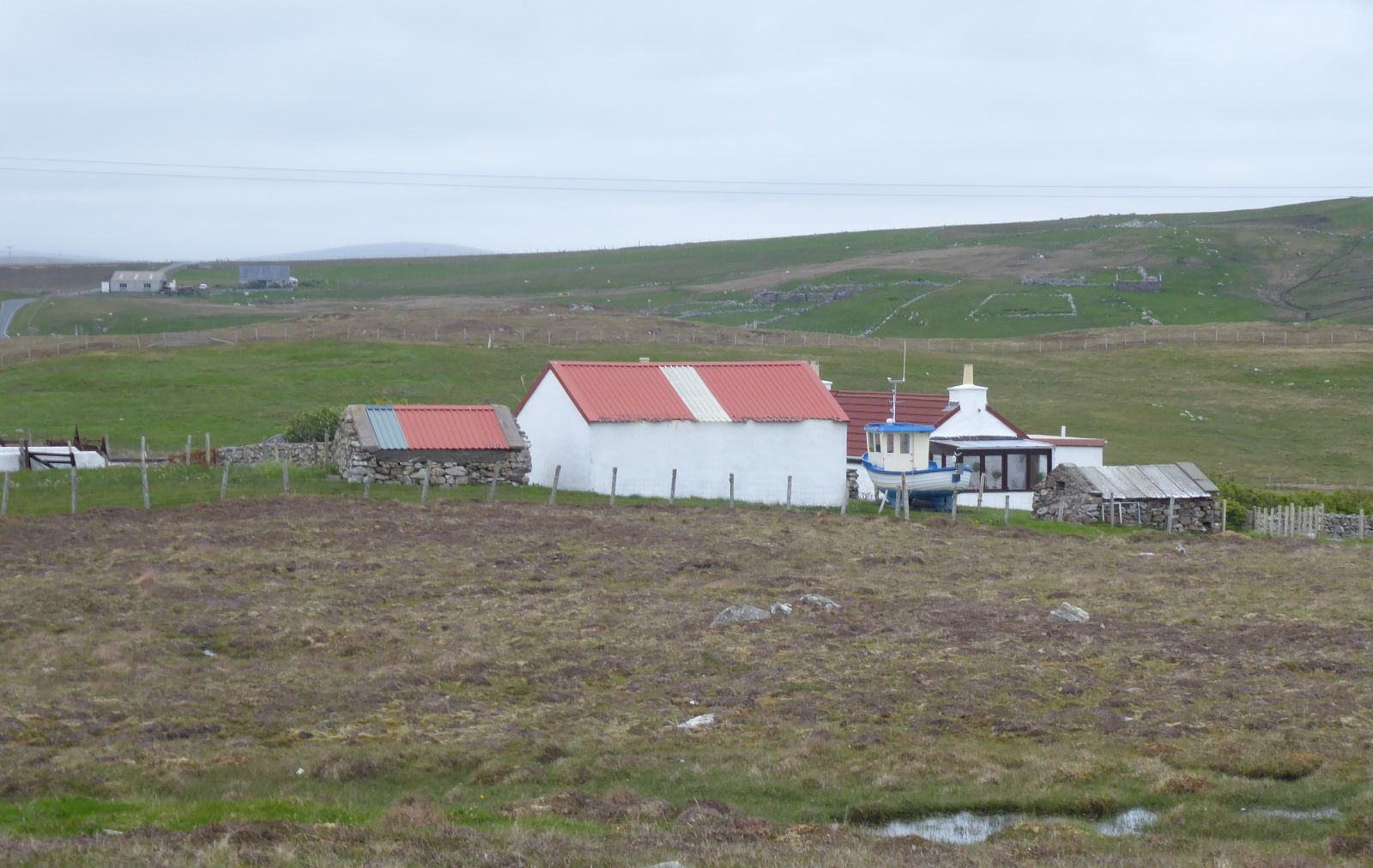
Bauernhof in Mid Walls

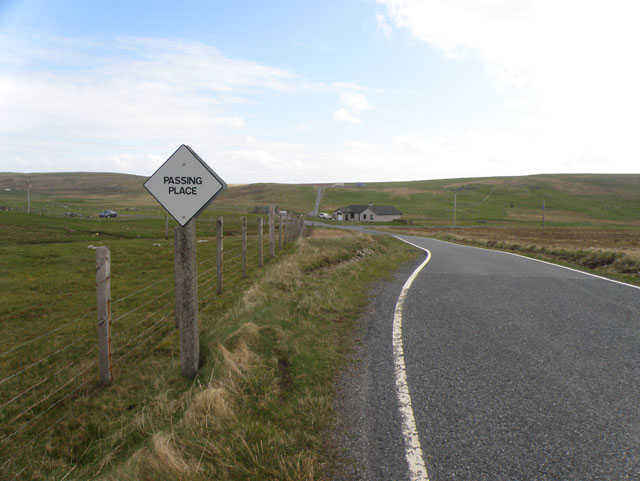
Straßenzug in Mid Walls

Mid Walls ist eine Ortschaft, die im Südwesten der zu Schottland zählenden Shetlands liegt.

## Geographie
Mid Walls ist eine lose strukturierte Siedlung von Croftern, die im Südwesten von Walls an der Küste von Mainland liegt. Sie wird hier gebildet durch die Bucht Voe of Footabrough, deren nordöstliches Ende sich südwestlich von Mid Walls befindet. Überragt wird der Ort durch die Berge Hill of Skuligarth im Süden und Hogan im Südosten.

## Historisches
Im Rahmen der historischen Gliederung Schottlands in Civil Parishes zählt Mid Walls zu Walls and Sandness.